# Gomme mie de pain

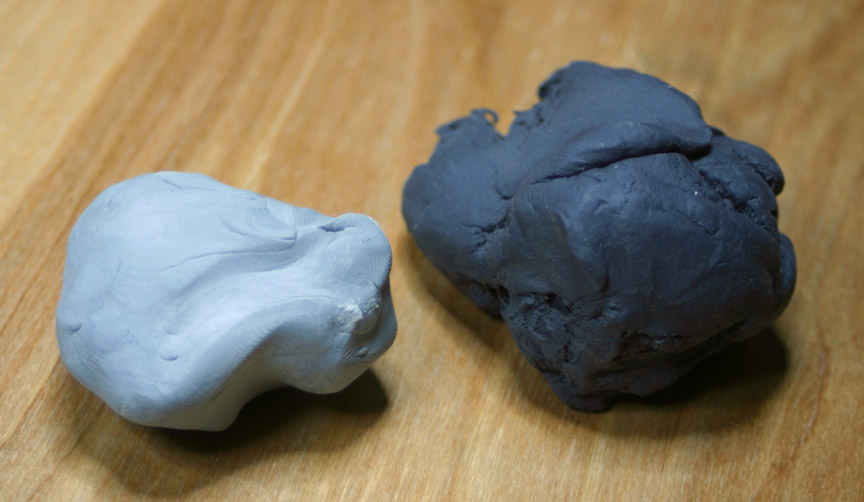
Deux gommes mie de pain. Celle de gauche est neuve.

La gomme mie de pain ou gomme à fusain est une pâte légèrement adhésive composée notamment de caoutchouc utilisée comme gomme pour effacer ou éclaircir le fusain, les craies et crayons y compris sanguines et pierre noire ou encore, les pastels secs.

## Description

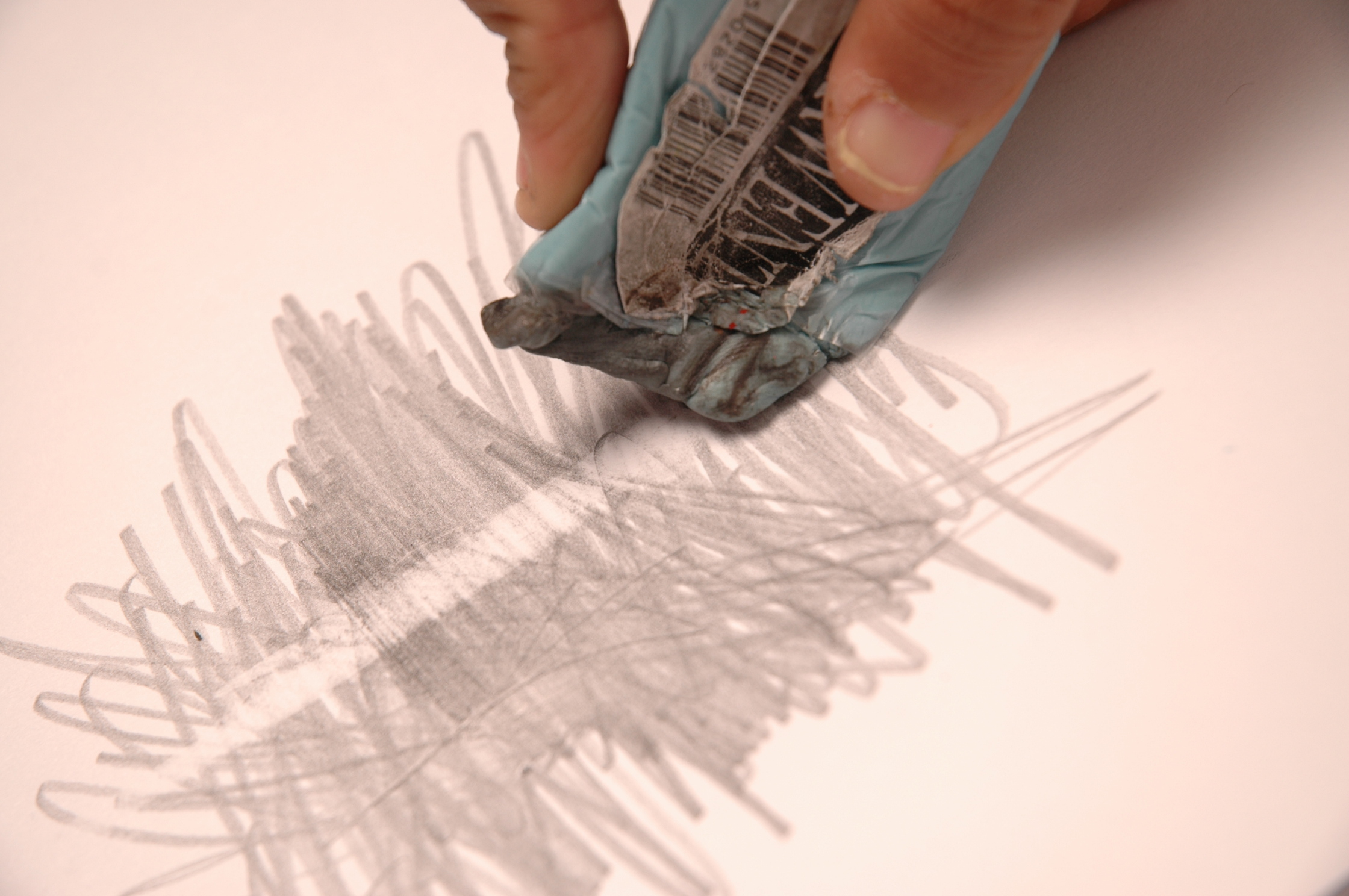
Utilisation en pointe

On peut utiliser de la mie de pain malaxée et conservée dans une boîte humide afin qu'elle ne se dessèche pas, pour atténuer ou effacer le fusain et les crayons ou étancher les taches d'encre. Les gommes mie de pain modernes, à base de caoutchouc, sont plus durables, plus efficaces et moins rapidement malodorantes, et on n'a pas besoin de les humidifier sans cesse, bien que leur souplesse dépende aussi de leur teneur en eau.
La gomme mie de pain absorbe beaucoup plus efficacement que les gommes classiques. Il faut la malaxer afin de l'éclaircir des particules accrochées à sa surface et pouvoir de nouveau gommer efficacement. On tamponne la partie à éclaircir plutôt que de la frotter.
Parmi ses principaux avantages :
- elle ne laisse pas de « copeaux » sur le support ;
- elle permet grâce à sa plasticité de créer des formes en pointe pour gommer des parties très fines ou une forme plus en boule ou plate pour effacer de plus larges portions d'un dessin ;
- elle gomme plus ou moins selon la pression exercée sur le dessin ;
- elle peut être nettoyée pour un usage de longue durée.

Parmi ses inconvénients :
- elle absorbe la sueur du dessinateur et révèle une odeur désagréable après un certain temps ;
- elle peut capturer des crasses et laisser des traces à cause de celles-ci, voire griffer le papier ;
- elle devient noire au bout d'un certain temps.

## Usages hors dessin
La gomme mie de pain sert aussi en retouche photographique à récupérer les poussières posées sur la surface fragile de la gélatine.
De la même façon, une pointe de gomme mie de pain peut capturer un poil ou une poussière placée sur une surface où l'on ne veut pas poser les doigts. Si la gomme est propre, elle ne laisse aucune marque.